# Кравчук, Пётр Константинович
Пётр Константинович Кравчук (укр. Петро Костянтинович Кравчук; 11 июля 1962, Подрожье, Волынская область — 3 августа 2022) — украинский политик. Народный депутат Украины 5-го и 6-го созывов. Председатель Государственной службы автомобильных дорог Украины (с 9 января до 21 августа 2008). Бывший заместитель министра транспорта и связи Украины — директор Государственной администрации автомобильного транспорта. Член партии «Батькивщина». Государственный служащий (державний службовець) 3-го ранга (февраль 2010).

## Биография
Пётр Константинович Кравчук родился 11 июля 1962 года в селе Подрожье Подрожского сельского совета (укр. Підрізька сільська рада) Ковельского района Волынской области Украинской ССР, ныне село входит в Велицкую сельскую общину Ковельского района Волынской области Украины. Украинец.
С 1979 года — тракторист колхоза «Волынь» (Ковельский район, Волынская область, УССР).
С февраля 1983 по ноябрь 1986 — водитель колхоза «Северный» (Мыркайский сельсовет, Мишкинский район, Курганская область, РСФСР).
С ноября 1986 по 1988 год — служба в Вооруженных силах СССР, машинист-кочегар, войсковая часть 42198 (город Луцк).
С августа 1988 по июнь 1991 года — водитель, рабочий по обслуживанию приборов и оборудования Луцкого завокзального хозрасчетного рынка.
В 1991 году окончил Львовский политехнический институт по направлению «Автомобили и автомобильное хозяйство», инженер-механик.
С апреля 1992 по июль 1994 года — заместитель директора МП «Магирус».
С июля 1994 по март 2001 года — генеральный директор украинско-немецкого СП «КЛВ».
С марта 2001 по май 2006 года — генеральный директор украинско-немецкого СП «Волынь-Транс».
В 2005—2006 годах — директор ООО «Минмат Ревербери» (город Луцк).
С 25 мая 2006 до 12 июня 2007 года — Народный депутат Украины V созыва.
С 23 ноября 2007 до 23 мая 2008 года — Народный депутат Украины VI созыва
С 9 января до 21 августа 2008 года — председатель Государственной службы автомобильных дорог Украины («Укравтодор»).
В 2008 году окончил Волынский институт экономики и менеджмента. 3 сентября 2010 Генеральная прокуратура Украины возбудила уголовное дело по факту подделки бывшим заместителем министра транспорта и связи Петром Кравчуком диплома о высшем образовании. Был амнистирован на основании инвалидности II группы (интересно а проверялись ли документы по инвалидности?).
С 21 августа 2008 года — заместитель министра транспорта и связи Украины.
С 8 июля 2009 по 24 марта 2010 года — заместитель министра транспорта и связи Украины — директор Государственной администрации автомобильного транспорта.
Работал советником члена счётной палаты Волынской области. Проживает в селе Липины Луцкого района Волынской области Украины.
Пётр Константинович Кравчук умер 3 августа 2022 года <где?>. Отпевание было в пятидесятнической церкви Христа Спасителя города Луцка Волынской области Украины. Похоронен <где?>.

### Чин
- Государственный служащий (Державний службовець) 5-го ранга (октябрь 2008).
- Государственный служащий (Державний службовець) 3-го ранга (февраль 2010).

## Партийность
Был членом и председателем Волынской областной организации Христианско-демократической партии Украины. Бывший член и председатель Волынской областной организации Украинской социал-демократической партии (2001—2011). 23 декабря 2011 года вышел из УСДП и вступил в партию ВО «Батькивщина» из-за несогласия со сменой руководства партии.

## Парламентская деятельность
Март 1998 года — кандидат в народные депутаты Украины от ХДПУ, № 26 в списке. На время выборов: генеральный директор совместного украинско-немецкого предприятия «КЛВ» (Волынская область, село Рованцы), член ХДПУ.
Апрель 2002 года — кандидат в народные депутаты Украины по избирательному округу № 21 Волынской области, самовыдвижение. «За» 10,36 %, 2 место из 10 претендентов. На время выборов: генеральный директор украинско-немецкого предприятия «Волыньтранс», член Украинской социал-демократической партии.
Народный депутат Украины 5-го созыва с 25 мая 2006 года до 12 июня 2007 года от «Блока Юлии Тимошенко», № 83 в списке. На время выборов: генеральный директор СП «Волынь-Транс», член Украинской социал-демократической партии. Член фракции «Блок Юлии Тимошенко» (с мая 2006). Член Комитета по вопросам промышленной и регуляторной политики и предпринимательства (с июля 2006). 12 июня 2007 года досрочно прекратил свои полномочия во время массового сложения мандатов депутатами-оппозиционерами с целью проведения внеочередных выборов в Верховную Раду.
Народный депутат Украины 6-го созыва с 23 ноября 2007 года до 23 мая 2008 года от «Блока Юлии Тимошенко», № 68 в списке. На время выборов: временно не работал, член Украинской социал-демократической партии. Член фракции «Блок Юлии Тимошенко» (с ноября 2007). Член Комитета по вопросам борьбы с организованной преступностью и коррупцией (с декабря 2007). Сложил депутатские полномочия 23 мая 2008.
На парламентских выборах 2012 года был кандидатом от объединённой оппозиции (Всеукраинское объединение «Батькивщина» и Всеукраинское объединение «Свобода») по Луцкому мажоритарному округу № 22.

## Семья
Мать Мария Фёдоровна. Жена Ольга Михайловна — домохозяйка. Сыновья Виктор, Александр, Павел, Владимир, Рувим.